# Sagra (città)
Sagra è un comune spagnolo situato nella comunità autonoma Valenciana.